# Дзьвежути (гміна)
Гмі́на Дзьвежу́ти (пол. Gmina Dźwierzuty) — сільська гміна у північній Польщі. Належить до Щиценського повіту Вармінсько-Мазурського воєводства.
Станом на 31 грудня 2011 у гміні проживало 6796 осіб.

## Територія
Згідно з даними за 2007 рік площа гміни становила 263.35 км², у тому числі:
- орні землі: 57.00%
- ліси: 25.00%

Таким чином, площа гміни становить 13.62% площі повіту.

## Населення
Станом на 31 грудня 2011:
| Опис     | Загалом | Загалом | Чоловіки | Чоловіки | Жінки | Жінки |
| -------- | ------- | ------- | -------- | -------- | ----- | ----- |
| одиниця  | осіб    | %       | осіб     | %        | осіб  | %     |
| все      | 6796    | 100     | 3401     | 50.04    | 3395  | 49.96 |
| міське   | 0       | 100     | 0        |          | 0     |       |
| сільське | 6796    | 100     | 3401     | 50.04    | 3395  | 49.96 |

## Сусідні гміни
Гміна Дзьвежути межує з такими гмінами: Барчево, Біскупець, Пасим, Пецкі, Пурда, Свентайно, Сорквіти, Щитно.